# Pidgin camerounais
Le pidgin camerounais est un créole à base lexicale anglaise parlé au Cameroun (langue vernaculaire). Il est également connu sous le nom de kamtok (de Cameroon-talk).
Cinq variétés sont reconnues :
- Grafi Talk, la variété utilisée dans les Grassfieds (langues intercommunautaires sur les places de marché en pays bamiléké, bamoun) ;
- Talk liturgique, utilisée par l’Église catholique pendant trois quarts de siècle ;
- Talk francophone, utilisée principalement dans des villes comme Douala et Yaoundé, ainsi par les francophones qui parlent aux anglophones qui ne parlent pas le français ;
- Limbe talk, parlée principalement dans la zone côtière du sud-ouest autour de Limbé ;
- Bororo Talk, parlée par les marchands de bétail Bororo, dont beaucoup voyagent à travers le Nigeria et le Cameroun.

Environ 5 % des Camerounais sont des locuteurs natifs du pidgin camerounais, alors que 50 % de la population peut suivre une conversation dans la langue.

## Histoire
De nombreux intervenants ne savent pas que cette langue est différente de l'anglais standard[réf. nécessaire]. Il y a une variété de pidgin (ou créole) en Afrique de l'Ouest parlée le long de la côte du Sierra Leone au Cameroun. Il s'agit d'une langue véhiculaire qui a été en usage actif dans le pays depuis plus de 200 ans. Il est né dans les années de la traite des esclaves (de 1440 à début des années 1800). Il précède l'anglais au Cameroun : les premiers missionnaires baptistes qui sont arrivés dans le pays en 1845 et ont introduit l'éducation formelle en anglais, ont dû préalablement apprendre le pidgin. Quelques décennies plus tard au cours de la période de la domination allemande (1884-1914), le pidgin a résisté à une interdiction. Il a pris son envol quand il est devenu une langue de fortune utilisée dans les plantations et les entreprises allemandes par des travailleurs forcés qui ont été amenés depuis l'arrière-pays et qui parlaient différentes langues autochtones. Avec le temps, elle a envahi la place du marché et a été adoptée par les missionnaires baptistes plutôt que la langue utilisée pour l'évangélisation. Depuis de nombreuses années, elle a été utilisée sur les terrains de jeux et sur les campus scolaires et dans les campagnes politiques, et aujourd'hui, elle a forcé son chemin dans le paysage médiatique parlé.

## Phonologie

### Voyelles
Comme la plupart des langues d'Afrique occidentale, le pidgin camerounais comporte sept voyelles, dont deux voyelles moyennes : ouverte et fermée. Schneider épelle ey et ow les voyelles mi-fermées et e et o les mi-ouvertess tandis que Todd épelle e et o les voyelles mi-fermées et eh et oh les mi-ouvertes.
|            | Antérieure | Centrale | Postérieure |
| ---------- | ---------- | -------- | ----------- |
| Fermée     | i          |          | u           |
| Mi-fermée  | e          |          | o           |
| Mi-ouverte | ɛ          |          | ɔ           |
| Ouverte    |            | a        |             |

### Consonnes
La spirante palatale /j/ est écrite y, les affriquées palatales /t͡ʃ/ et /d͡ʒ/ sont écrites ch et j, et les nasales palatale /ɲ/ et vélaire /ŋ/ sont écrites ny et ng. Certaines de ces consonnes, comme /r/ et /l/, ne sont pas distinguées par des locuteurs qui n'ont pas de telles distinctions dans leurs langues locales.
|                   | Labiale | Coronale | Consonne palatale | Vélaire | Glottale |
| ----------------- | ------- | -------- | ----------------- | ------- | -------- |
| Occlusive         | p b     | t d      | t͡ʃ d͡ʒ             | k ɡ     |          |
| Fricative         | f       | s        | ʃ                 |         | h        |
| Nasale            | m       | n        | ɲ                 | ŋ       |          |
| Latérale          |         | l        |                   |         |          |
| Spirante          | w       |          | j                 |         |          |
| Consonne rhotique |         | r        |                   |         |          |

- Là où les symboles sont par paires, celui de gauche correspond à la consonne sourde et celui de droite à la consonne sonore.

## Classes de mots

### Système des pronoms
Le système de base du pronom Kamtok distingue trois personnes et deux numéros. Dans la plupart des cas, la forme du pronom ne change pas de montrer la fonction grammaticale. Deux exceptions concernent la première personne du singulier, où a sert de clitique sujet sur les verbes, comme dans mi, a mos go = « Je dois aller », et ma pronom possessif , comme dans ma beli (my belly ; « mon estomac »). L'autre exception majeure est -am à la place de i ou dem comme suffixe d'objet sur les verbes, sauf lorsque le référent est humain, comme dans a go was-am (I'll wash it. « Je laverai »).
| Personne | Singulier | Pluriel  |
| -------- | --------- | -------- |
| 1re      | mi, a, ma | wi       |
| 2e       | yu        | (w)una   |
| 3e       | i, -am    | dem, -am |

### Verbes
Les verbes sont pas infléchis. Au contraire, ces notions sont véhiculées par un petit ensemble d'auxiliaires préverbiaux.
| Pidgin     | Anglais        | Français       |
| ---------- | -------------- | -------------- |
| no         | not            | Pas            |
| neba, neva | never          | Jamais         |
| bin        | bi             | Passé          |
| go         |                | Futur          |
| don        | dong           | Perfective     |
| di         |                | Progressif     |
| fit        | can, able to   | Capable de...  |
| lak        | must, like     | Aimer/préférer |
| mos        | must, ought to | Devoir         |
| wan        | want to        | Vouloir        |
| look       | look, watch    | Regarde        |

Exemples :
| Pidgin                                      | Anglais                                   | Français                                   |
| ------------------------------------------- | ----------------------------------------- | ------------------------------------------ |
| Tri pipo go di kam. ou Tiri pipo go di kam. | Three people will be coming.              | Trois personnes arrivent                   |
| Ma masa bin tutu wok.                       | My boss worked very hard.                 | Mon patron travaille dur                   |
| Dem neva cam?                               | They haven't come yet?                    | Ils ne sont pas encore arrivés ?           |
| Yu no fit bi ma klak.                       | You cannot be my clerk.                   | Tu ne peux pas être mon serviteur          |
| The Pipo go go small time.                  | The people will go soon.                  | Les personnes s'en iront bientôt           |
| The Pastor di soso tok.                     | The pastor was continually talking.       | Le pasteur n’arrêtait pas de parler        |
| Ah no wan look dat kain ting.               | I don't want to watch that kind of thing. | Je ne veux pas regarder ce genre de choses |
| If yu tocham, e go chuk yu.                 | If you touch it, it will poke you.        | Si tu touches à ça, tu vas me sentir       |
| Which man don tif ma book(s) dem?           | Who has stolen my books?                  | Qui a volé mes livres ?                    |

Traduction d'un passage du français au pidgin camerounais
Français;
« Le garçon qui est venu hier a été ennuyé qu'il n'a pas été accepté. Après une querelle avec moi, il s'en alla désolé pour lui-même. nous avons dit plus tard qu'il a dit à notre patron qu'il a été rejeté parce que je le détestais. Le patron m'a appelé plus tard à son bureau et m'a interrogé sur les raisons pour lesquelles j'ai refusé de prendre au garçon en question et je lui ai dit. Tanga (le garçon) a été noté comme un voleur notoire et il est un méfait dans la communauté. »
Pidgin camerounais
« The boy whe cam yesterday be vex say them no gri yi. After whe yi quarrel with me, e comot go, sorry sorry. after them be tell we say e go tell wah boss say we no take yi because i hate yi. Wa boss bin call me for yi office, and question me for know the reason why i no take the boy. I tell yi the truth. That boy Tanga na tif man and no some very bad boy for quarter. »
Texte en anglais, pour comparaison
« The boy who came yesterday was annoyed that he was not accepted. After a quarrel with me, he went off sorry for himself. We were later told that he told our boss that he was rejected because I hated him. The boss later called me to his office and questioned me about the reasons I refused to take in the boy in question and I told him. Tanga (the boy) was noted as a notorious thief and he is a mischief in the community. »

### Pluriel
Le pluriel ne prend pas « S ». La locution dem ou ndem est ajoutée.
- The boy dem di cam  -  The boys are coming.
- Da man don ‘npiang’-The man ran